# Anna Calvi

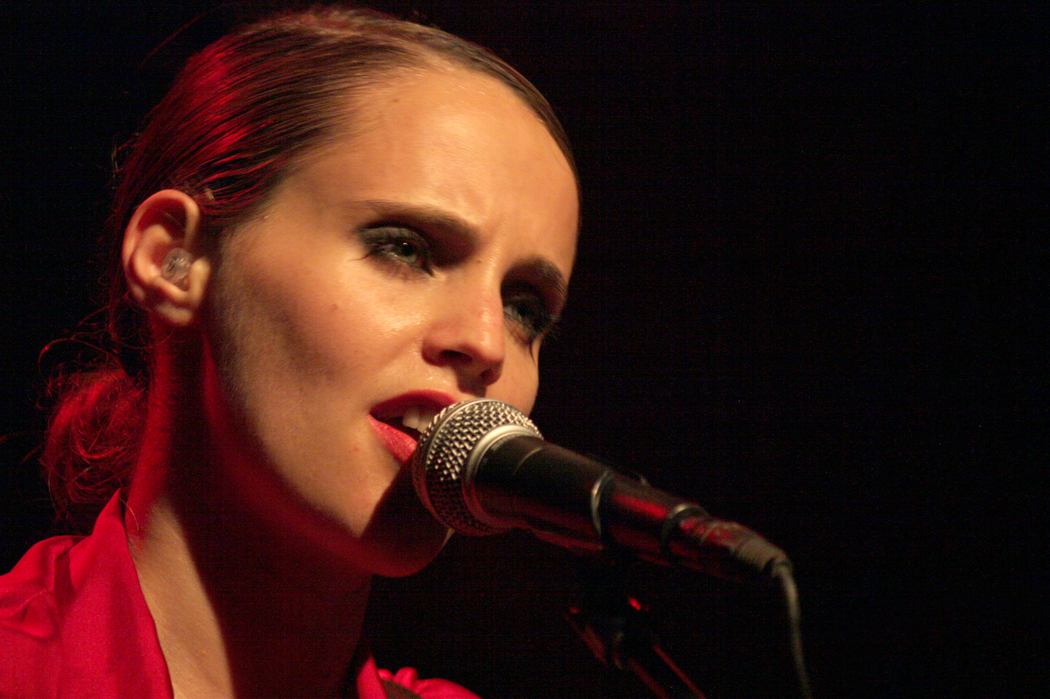
Anna Calvi, 2011

Anna Calvi (* 24. September 1980 in Twickenham, London) ist eine britische Popmusikerin.

## Leben und Werk
Anna Calvi, deren Vater aus Italien stammt, begann mit sechs Jahren, Geige spielen zu lernen; seit ihrem achten Lebensjahr spielt sie Gitarre. In den frühen 2000er Jahren studierte sie Musik an der University of Southampton. Seit 2006 tritt sie als Musikerin auf, zunächst mit der Band Cheap Hotel, später als Solo-Künstlerin, teilweise mit eigener Begleitband. In den Jahren 2009/10 war sie jeweils Tour-Support für Johnny Franklin, für die Arctic Monkeys und für Nick Cave, 2014 für Morrissey. In diesem Jahr bekam sie auch ihre Lieblingsgitarre, eine Fender Telecaster, mit der sie am liebsten solo auftritt. Auf ihren Tonträgern und bei ihren Live-Auftritten übernimmt Calvi den Gesang und das Gitarrenspiel.
Im Jahre 2010 vermittelte ihr der Leadgitarrist von The Coral, Bill Ryder-Jones, einen Plattenvertrag bei Domino Records. Auch Brian Eno war ein Mentor Calvis.
Ihre erste Single Jezebel veröffentlichte Calvi im Oktober 2010. Das Album Anna Calvi folgte im Januar 2011. Aus dem Album wurden die Stücke Blackout, Desire und Suzanne and I als Singles ausgekoppelt. Im Oktober 2013 erschien das zweite Album One Breath, das als intimer als der Vorgänger beschrieben wird. Dem ging im August 2013 die Singleauskopplung Eliza als Download- oder 7"-Vinylsingle voraus. Erst fünf Jahre später brachte sie ein drittes Studioalbum heraus: Hunter, nachdem sie 2017 mit Live At Meltdown ein Live-Album veröffentlicht hatte.
Calvi arbeitete mehrfach mit dem Theatermacher Robert Wilson. Im Jahr 2017 schrieb sie die Musik zu dem Stück Der Sandmann nach E.T.A. Hoffmann. Die Produktion wurde zuerst bei den Ruhrfestspielen in Recklinghausen aufgeführt und gehört seither zum Repertoire des Düsseldorfer Schauspielhauses. Sie schrieb auch die Songs für die Inszenierung von „Moby Dick“, angelehnt an Herman Melvilles Roman, von Robert Wilson; sie hatte am 7. September 2024 am Schauspielhaus Düsseldorf ihre Uraufführung.

## Diskografie
Alben
- 2011: Anna Calvi
- 2013: One Breath
- 2017: Live At Meltdown
- 2018: Hunter
- 2020: Hunted

EPs
- 2014: Strange Weather
- 2017: Live for Burberry
- 2022: Tommy

## Auszeichnungen
- 2012: European Border Breakers Award United Kingdom
- 2019: International Music Award in der Kategorie Sound[4]

## Film
- Anna Calvi zu Gast bei Ground Control. Regie: Sebastien Berger. Arte, Frankreich 2020